# Buckland Newton
Buckland Newton är en ort och civil parish i Storbritannien.   Den ligger i grevskapet Dorset och riksdelen England, i den södra delen av landet, 180 km väster om huvudstaden London. Buckland Newton ligger 134 meter över havet och antalet invånare är 622. Byn nämndes i Domedagsboken (Domesday Book) år 1086, och kallades då Bochelande.
Terrängen runt Buckland Newton är huvudsakligen platt, men västerut är den kuperad. Terrängen runt Buckland Newton sluttar norrut. Runt Buckland Newton är det ganska tätbefolkat, med 86 invånare per kvadratkilometer. Närmaste större samhälle är Yeovil, 17,1 km nordväst om Buckland Newton. Trakten runt Buckland Newton består till största delen av jordbruksmark.
Kustklimat råder i trakten. Årsmedeltemperaturen i trakten är 9 °C. Den varmaste månaden är augusti, då medeltemperaturen är 16 °C, och den kallaste är december, med 2 °C.